# Fines
Fines là một đô thị thuộc tỉnh Almería, ở cộng đồng tự trị Andalusia, Tây Ban Nha. Đô thị này có diện tích 23 km², dân số năm 2005 là 2032 người.

## Biến động dân số
| 1999  | 2000  | 2001  | 2002  | 2003  | 2004  | 2005  |
| ----- | ----- | ----- | ----- | ----- | ----- | ----- |
| 2,594 | 2,537 | 1,783 | 1,818 | 1,903 | 1,930 | 2,032 |

Nguồn: INE (Tây Ban Nha)